# Хохлатая пеганка
Хохлатая пеганка (лат. Tadorna cristata) — птица из семейства утиных (Anatidae). Известна по нескольким чучелам, собранным во второй половине XIX и начале XX века, а также по изображениям и описаниям на китайском и японском языках. Имеются эпизодические сообщения о наблюдении птиц на территории Дальнего Востока, однако их достоверность не подкреплена документально и в ряде случаев может являться ошибочным. В международной Красной книге хохлатая пеганка имеет статус вида, находящегося на грани исчезновения (категория CR), при этом она, возможно, уже вымерла. Причины деградации некогда благополучного, судя по многочисленным сохранившимся артефактам, вида неизвестны.

## История наблюдений и изучения
Исчезновение хохлатой пеганки считается одной из труднообъяснимых загадок в современной орнитологии. Судя по многочисленным изображениям птицы на старинных китайских картинах и гобеленах, она была хорошо известна в Маньчжурии и Корее. Письменные источники, на которые указал Нагамити Курода, показывают, что в начале XVIII века японцы импортировали птиц из Кореи и занялись их разведением у себя на родине.
Вместе с тем, научные подтверждения существования вида единичны. Британец Филип Склейтер в 1890 году изучил шкурку селезня, убитого в 1877 году в окрестностях Владивостока, однако принял её за гибридную форму косатки и огаря. В 1917 году японец Нагамити Курода составил научное описание двух новых таксонов (рода Pseudotadorna и вида Pseudotadorna cristata); в качестве типовых экземпляров были использованы тушки самца и самки, добытые в 1913 году в районе Пусана (Корея), и тушка самки, застреленной в 1916 году близ Кунсана (также Корея). Перечисленные шкурки — единственные, сохранившиеся в коллекциях музеев, все остальные материалы основаны либо на свидетельствах очевидцев, либо из описаний и изображений уток в письменных документах.
Карлес Карбонерас в издании «Handbook of the birds of the world» (1992) приводит три случая встречи уток после 1916 года, которые в той или иной степени можно назвать заслуживающими доверия: в 1943, 1964 и 1971 годах. В первом из них две птицы были замечены в южно-корейской провинции Чхунчхон-Пукто, во втором самца и двух самок видели в заливе Петра Великого в районе архипелага Римского-Корсакова, в третьем два самца и четыре самки зафиксированы на северо-востоке Кореи в устье реки Поучхон. Сайт Международного союза охраны природы указывает, что последний случай среди специалистов был поставлен под сомнение. Неподтверждённые сообщения о наблюдении птиц также поступали из северо-восточных провинций Китая, в частности из провинций Хэйлунцзян, Гирин, Ляонин и Хэбэй.

## Описание
Утка несколько крупнее кряквы: общая длина варьирует от 63 до 71 см. Взрослых птиц обоего пола объединяет чёрное оперение верхней части головы и затылка, однако область распространения чёрного заметно различается: если у самца тёмное поле выглядит натянутой на глаза маской, то у самки вокруг глаз развито белое пятно в форме «очков». Нижняя часть головы и шея также окрашены по-разному: у самца оперение буровато-чёрное, у самки беловатое. Самца также выделяют тёмно-зелёная, почти чёрная грудь, и тёмно-серые с чёрными пестринами спина и брюхо. Самка в основном тёмно-коричневая. На крыльях самцов и самок развиты характерные белые пятна, указывающие на их близкое родство с остальными пеганками. Как выглядят молодые птицы — неизвестно, каких-либо документальных свидетельств не имеется.

## Распространение
Немецкий орнитолог польского происхождения Эугениуш Новак (Eugeniusz Nowak) собрал полный список сообщений о наблюдении хохлатой пеганки, и на его основе очертил приблизительный ареал птицы. Учёный предположил, что птица гнездилась в лесистых сопках Приморья и южного Сахалина, в китайской Маньчжурии и северной части Корейского полуострова. Рисунок пары птиц, созданный на острове Хоккайдо в 1822 году, даёт основание предположить, что птица встречалась также и на этом острове. Во внегнездовой период птица могла мигрировать к югу, достигая южных японских островов, юго-западной части Корейского полуострова и Шанхая.
Почти все известные наблюдения относятся к полосе морского побережья, особенно часто в устьях рек. В XX веке зарегистрировано несколько сообщений из Китая, что утку видели на разнообразных водных ландшафтах в глубине материка, в том числе в горах Большого Хингана недалеко от китайско-монгольской границы.

## Образ жизни
Образ жизни хохлатых пеганок практически не изучен. Строение клюва говорит о том, что в воде птица вряд ли питалась пищей животного происхождения (механизм фильтрации отсутствует) и скорее всего её основным кормом были травянистые растения. Новак предположил, что птица скорее всего гнездилась в дуплах деревьев, хотя и не исключил возможность обустройства гнёзд в прибрежных скалах. У других видов пеганок насиживает только самка, количество яиц в кладке не превышает десяти. Во всех известных случаев пеганок встречали либо парами, либо небольшими группами.